# Patricia Routledge

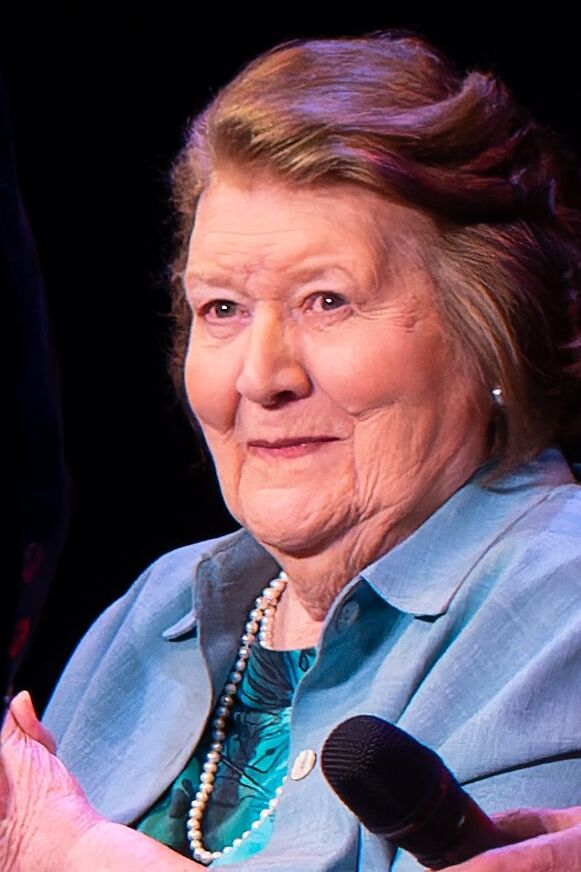
Patricia Routledge, 2023

Dame Katherine Patricia Routledge, DBE (* 17. Februar 1929 in Birkenhead, England) ist eine britische Schauspielerin in Film, Fernsehen und auf der Bühne. Weltweite Bekanntheit erlangte sie in der Rolle des Snobs „Hyacinth Bucket“ in der Sitcom Mehr Schein als Sein.

## Leben
Patricia Routledge wurde am 17. Februar 1929 im Birkenheader Stadtteil Tranmere als Tochter von Catherine und Isaac Routledge geboren. Ihr Vater war Kurzwarenhändler und besaß ein eigenes Geschäft. Sie besuchte die Schulen von Birkenhead und studierte später in Liverpool Englische Sprache und Literatur. Routledge hatte Bestnoten und schloss ihr Studium mit Auszeichnung ab. Auf der Universität lernte sie ihren späteren guten Freund Edmund Colledge kennen, der sie dazu überredete, Schauspielerin zu werden, weswegen sie noch ein Schauspielstudium in Bristol absolvierte.
Sie lebt in Chichester und beteiligt sich aktiv in der Kirchengemeinde.
Im Zuge der New Year Honours 2017 wurde Routledge von der britischen Königin mit der Ernennung zur Dame Commander of the British Empire geehrt.

### Karriere

#### Theater
Routledge stand zum ersten Mal professionell im Liverpool Playhouse auf der Bühne. Sie war im Londoner West End und am New Yorker Broadway in zahlreichen Rollen zu sehen. So war Routledge Mitglied der Royal Shakespeare Company. Für ihre Darbietungen in den Stücken When the Nightingale sang …, Richard III. und der  Operette Candide wurde sie für den Laurence Olivier Award nominiert, den sie  1988 für Candide gewann.
Am Broadway spielte Patricia Routledge auch in einigen Musicals mit. 1968 gewann sie den Tony Award für die beste Darstellerin in einem Musical. Besonders erfolgreich war sie in der Rolle der Ruth in Gilbert und Sullivans Die Piraten von Penzance am New Yorker Off-Broadway. Die Produktion war ein großer Erfolg und wird als eine der besten Inszenierungen dieses Werkes angesehen. Wegen dieses Erfolges beschloss man, den Stoff zu verfilmen. Fast alle Schauspieler der Inszenierung wurden dafür engagiert, nur Patricia Routledge wurde wegen ihres damals noch nicht in Amerika bekannten Namens durch Angela Lansbury ersetzt.

#### Film und Fernsehen
Seit 1954 steht Routledge für Film- und Fernsehproduktionen vor der Kamera, wobei die meisten ihrer Fernseharbeiten nur in Großbritannien oder den USA gezeigt wurden.
Weltweiten Ruhm und Kultstatus erlangte sie erst 1990 in der Sitcom Mehr Schein als Sein (Originaltitel Keeping Up Appearances) in der Rolle der Hausfrau Hyacinth Bucket, einem britischen Klischee-Snob, die ihre Umwelt mit ihren Versuchen, mehr Anerkennung und einen höheren sozialen Status zu erreichen, in den Wahnsinn treibt. Die Serie war ein weltweiter Hit und gilt als die international meistverkaufte britische Fernsehserie, sie wurde neben dem Vereinigten Königreich in den USA, Australien und Kanada ausgestrahlt und bis heute wiederholt. 1996 wurde die Serie auf ihren eigenen Wunsch eingestellt, da sie befürchtete, zu sehr auf die Rolle der Hyacinth festgelegt zu werden. Danach spielte Routledge die Hauptrolle in der Krimiserie Hetty Wainthropp Investigates.
Seit den 2000er-Jahren hat sich Routledge weitgehend aus dem Film- und Fernsehgeschäft zurückgezogen. 2023 wirkte sie an dem Fernsehspecial Keeping Up Appearances: 30 Years of Laughs mit, das auf die Serie Mehr Schein als Sein zurückblickt.

## Filmografie (Auswahl)
- 1954: BBC Sunday-Night Theatre (Fernsehserie, 1 Folge)
- 1961: Coronation Street (Fernsehserie, 5 Folgen)
- 1964: Victoria Regina (Miniserie, 4 Folgen)
- 1967: Junge Dornen (To Sir, with Love)
- 1968: Trau keinem über 30 (30 Is a Dangerous Age, Cynthia)
- 1968: Der Spinner (Don’t Raise the Bridge, Lower the River)
- 1968: Hausfreunde sind auch Menschen (The Bliss of Mrs. Blossom)
- 1969: Leigh McNally (Lock Up Your Daughters)
- 1969: So reisen und so lieben wir (If It’s Tuesday, This Must Be Belgium)
- 1971: Sense and Sensibility (Fernsehserie, 4 Folgen)
- 1971: Girl Stroke Boy
- 1974–1975: David Copperfield (Miniserie, 4 Folgen)
- 1977: Nicholas Nickleby (Miniserie, 5 Folgen)
- 1980: Der Fluch des Tut-Ench-Amun (The Curse of King Tut’s Tomb, Fernsehfilm)
- 1985: Marjorie and Men (Fernsehserie, 6 Folgen)
- 1985–1986: Victoria Wood: As Seen on TV (Fernsehserie, 5 Folgen)
- 1988: Die unglaublichen Geschichten von Roald Dahl (Tales of the Unexpected, Fernsehserie, Folge The Verger)
- 1990–1995: Mehr Schein als Sein (Keeping Up Appearances, Fernsehserie, 45 Folgen)
- 1991–1992: Jackanory (Fernsehserie, 6 Folgen)
- 1994: Hildegard of Bingen (Fernseh-Dokudrama)
- 1996–1998: Hetty Wainthropp Investigates (Fernsehserie, 27 Folgen)
- 2001: Anybody's Nightmare (Fernsehfilm)
- 2004–2005: Blips (Fernsehserie, 4 Folgen, Sprechrolle)

## Auszeichnungen und Ehrungen
Tony Award
- 1968: Beste Hauptdarstellerin in einem Musical (Darling of the Day)

Laurence Olivier Award
- 1988: Beste Hauptdarstellerin in einem Musical (Candide)
- Nominierungen:
  - 1979: Beste Nebendarstellerin (And a Nightingale sang …)
  - 1985: Beste Nebendarstellerin (Richard III)
  - 1992: Beste Hauptdarstellerin (Talking Heads)

BAFTA Award
- Nominierungen:
  - 1989: Beste Darstellerin (Talking Heads)
  - 1992: Beste Darstellerin in einer Komödie (Mehr Schein als Sein)
  - 1993: Beste Darstellerin in einer Komödie (Mehr Schein als Sein)

Order of the British Empire
- 1993: Ernennung zum Officer of the British Empire
- 2004: Ernennung zum Commander of the British Empire
- 2017: Ernennung zur Dame Commander of the British Empire